# Portada/article febrer 22

## Escultura romànica
L'escultura romànica s'insereix, en general, dins de les metes artístiques del moviment de l'art romànic, inclosa la comunicació entre l'església catòlica i els fidels, el que és el regne de Déu a la terra, el temple. Així, l'escultura va tenir una estreta relació amb l'arquitectura, inserint-se en el seu lloc com un element complementari, i es va dedicar principalment a l'ensenyament de les escenes bíbliques amb relleus de pedra que fossin comprensibles per als creients laics. Aquesta activitat es va desenvolupar entre el segle xi i, en correspondència amb les diferents parts d'Europa, el segle xii o la primera meitat del xiii.